# Limbo Rock
"Limbo Rock" là một bài hát nổi tiếng về nhảy limbo được Kal Mann (dưới bút danh Jon Sheldon) và Billy Strange sáng tác. Một phiên bản hòa tấu được ban nhạc The Champs thực hiện đầu tiên vào năm 1961. Phiên bản thanh nhạc đầu tiên được Chubby Checker  vào năm 1962 (nhãn Parkway Records): bài hát lên vị trí thứ 2 Billboard Hot 100 trong 2 tuần (bài số 1 là Telstar của The Tornados) và số 1 trên bảng xếp hạng Cash Box. Bản thu âm của Chubby Checker cũng xếp hạng 3 trên bảng xếp hạng nhạc R&B.